# Russ Kunkel
Pour les articles homonymes, voir Kunkel.
Russell Kunkel (né le 1er septembre 1948 à Pittsburgh) est un batteur et producteur américain.
Dans les années 1970, il est particulièrement actif comme musicien de session sur les albums des musiciens de la région de Los Angeles. Il a notamment joué pour Crosby, Stills & Nash, Jackson Browne, James Taylor, Carole King, Joni Mitchell, Linda Ronstadt, Dan Fogelberg, J.J. Cale et Bob Dylan. Avec Danny Kortchmar, Craig Doerge et Leland Sklar, d'autres musiciens de studio, il fonde le groupe « The Section » qui publie trois albums entre 1972 et 1977.
Il joue un petit rôle dans le film Spinal Tap (1984), interprétant l'un des batteurs du groupe-titre.